# صبر کن (ترانه جاستین بیبر)
«صبر کن» (انگلیسی: Hold On) ترانه‌ای از جاستین بیبر، خوانندهٔ کانادایی است. این ترانه در ۵ مارس ۲۰۲۱ توسط دف جم رکوردینگز به عنوان چهارمین تک‌آهنگ از ششمین آلبوم استودیویی بیبر به نام عدالت (۲۰۲۰) منتشر شد. این ترانه را بیبر در کنار علی تمپوسی، اندرو وات، جان بلیون، لوئیس بل، لوئیز بونفا و والتر دی بکر نوشته و اندرو وات و لوئیز بل آن را تهیه کرده‌اند. موزیک ویدئویی با نقش‌آفرینی بیبر و کریستین کو در کنار ترانه منتشر شد.